# 僰人石寨古堡
僰人石寨古堡位於四川省宜賓市珙縣羅度鄉，文物遺址年代判定為明。2002年12月27日公佈為四川省第六批省級文物保護單位。併入僰人懸棺。